# Hexarthrius parryi
Hexarthrius parryi es una especie de coleóptero de la familia Lucanidae. Presenta las subespecies:
- Hexarthrius parryi deyrollei
- Hexarthrius parryi elongatus
- Hexarthrius parryi paradoxus
- Hexarthrius parryi parryi

## Distribución geográfica
Habita en Sylhet, Assam, Sikkim, Sonda (India).